# Gassan Tschingisowitsch Gussejnow

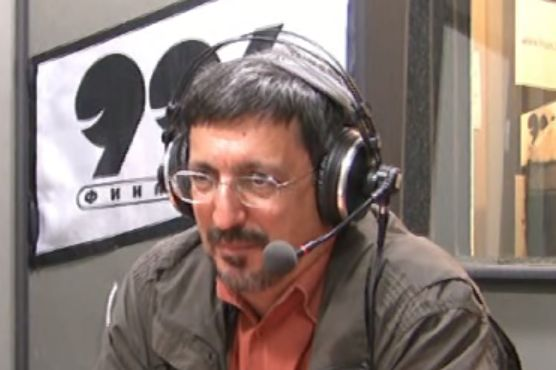
Gassan Tschingisowitsch Gussejnow

Gassan Tschingisowitsch Gussejnow (russisch Гасан Чингизович Гусейнов, wiss. Transliteration: Gasan Čingizovič Gusejnov; aserbaidschanisch: Həsən Hüseynov; * 1. September 1953 in Baku) ist ein russischer Altphilologe, Kulturhistoriker, Schriftsteller und Hochschullehrer. Er ist Sohn des aserbaidschanisch-russischen Schriftstellers Tschingis Gussejnow.

## Leben
Gussejnow schloss 1975 sein Studium der Klassischen Philologie an der Moskauer Staatlichen Lomonossow-Universität ab, an der er 1979 im selben Fach promovierte. Er lehrte von 1978 bis 1984 an der Russischen Akademie für Theaterkunst und war ab 1984 als wissenschaftlicher Mitarbeiter am Gorki-Institut für Weltliteratur der Russischen Akademie der Wissenschaften tätig.
Von 1990 bis 1991 war Gussejnow als Stipendiat der Alexander von Humboldt-Stiftung in Freiburg und Tübingen. Von 1992 bis 1997 arbeitete er als wissenschaftlicher Mitarbeiter an der Forschungsstelle Osteuropa der Universität Bremen und lehrte danach an den Universitäten Kopenhagen (1997–1999) und Düsseldorf (1999–2000) sowie in den USA. 2002 habilitierte sich Gussejnow im Fach Russische Philologie an der Staatlichen Russischen Universität für Humanwissenschaften in Moskau.
Von 2002 bis 2006 war er Privatdozent an der Universität Bonn. Von 2006 bis 2007 lehrte er am Institut für Osteuropa der Universität Bremen. Von 2007 bis 2011 war Gassan Gussejnow Professor an der Philologischen Fakultät der Moskauer Staatlichen Lomonossow-Universität, wo er Geschichte der antiken Literatur, Altgriechische Sprache und Klassische Philologie lehrte. Seit April 2011 ist er Direktor des Zentrums für kulturwissenschaftliche Forschung an der Russischen Akademie für Volkswirtschaft und öffentliche Verwaltung in Moskau. Regelmäßig nimmt er Lehraufträge an anderen Universitäten wahr (z. B. Universität Basel, Frühjahrssemester 2009, 2010).
Er ist Autor mehrerer Bücher und hat mehr als hundert Aufsätze zu Themen der Klassischen Philologie, der Kulturgeschichte sowie der russischen Gegenwarts-Literatur, -Sprache und -Politik veröffentlicht.

## Publikationen (Monographien)
- Platons dramaturgische Methode (Драматургический метод Платона). Moskau 1981
- Die «Orestie» des Aischylos. Bildhafte Handlungsgestaltung («Орестея» Эсхила. Образное моделирование действия). Moskau 1982
- Aristophanes (Аристофан). Moskau 1988
- Eine Landkarte unserer Heimat: Ein Ideologem zwischen Wort und Körper (Карта нашей Родины: идеологема между словом и телом). Helsinki 2000. 2., erw. Aufl.: Landkarten unseres Vaterlandes (Карты нашей Родины). Moskau 2005
- Materialien zu einem russischen gesellschafts-politischen Wörterbuch des 20. Jh. (Материалы к русскому общественно-политическому словарю XX в.) Moskau 2003
- Sowjetische Ideologeme im russischen Diskurs der 1990er Jahre (Советские идеологемы в русском дискурсе 1990-х). Moskau 2003
- Gasan Gusejnov. The Linguistic aporias of Alexei Losev's mystical personalism. – Studies in East European Thought (2009) 61: 153–164.